# Lista de pintores do romantismo
Lista de pintores do romantismo ordenada de acordo com o sobrenome:

## A
- Ivan Konstantinovich Aivazovskii
- Pedro Américo
- Tomás da Anunciação

## B
- Charles Burton Barber
- James Barry
- Albert Bierstadt
- Richard Parkes Bonington
- Louis Boulanger
- Karl Briullov

## C
- Alexandre Cabanel
- Edward Calvert
- Théodore Chassériau
- Léon Cogniet
- John Constable
- John Robert Cozens
- John Crome

## D
- Christen Dalsgaard
- George Dawe
- Alfred Dehodencq
- Eugène Delacroix
- Hippolyte Delaroche
- Eugène Devéria
- Asher Brown Durand

## E
- Alfred East
- Arthur Elsley

## F
- Caspar David Friedrich
- Joseph von Führich
- Henry Fuseli
- Francisco José Goya y Lucientes

## G
- Théodore Géricault
- Anne-Louis Girodet de Roussy-Trioson
- Auguste-Barthélemy Glaize
- Charles Gough
- Francisco Goya
- Antoine-Jean Gros
- Hans Gude

## H
- Francesco Hayez

## I
- Franz Ittenbach

## K
- Adèle Kindt
- Gerhard von Kügelgen
- Vilhelm Kyhn

## L
- Franciszek Ksawery Lampi
- William Lee Hankey
- Frederick Richard Lee
- John Lee
- Edmund Leighton
- Edwin Long
- J. L. Lund
- Miguel Ângelo Lupi

## M
- Federico de Madrazo
- Victor Meirelles
- Jean-François Millet

## N
- Victor Nehlig

## O
- Johann Friedrich Overbeck

## P
- Samuel Palmer
- António José Patrício
- Franz Pforr
- Bernhard Plockhorst
- Pierre Paul Prud'hon

## R
- José Rodrigues
- Guillaume-Joseph Roques
- Constantin Daniel Rosenthal
- Philipp Otto Runge

## S
- Friedrich Wilhelm Schadow
- Moritz von Schwind
- Tom Scott
- Xavier Sigalon
- P. C. Skovgaard
- Carl Spitzweg
- Eduard von Steinle

## T
- Gheorghe Tattarescu
- Henric Trenk
- Vasily Tropinin
- William Turner

## W
- Eberhard Wächter
- Franz Xaver Winterhalter